# الحسينيات (جرش)
الحسينيات هي قرية تقع في الجزء الشمالي من الأردن . الواقعة بين عجلون وجرش.